# الورود السرية للغاية: أنثى أجهزة الكمبيوتر في الحرب العالمية الثانية

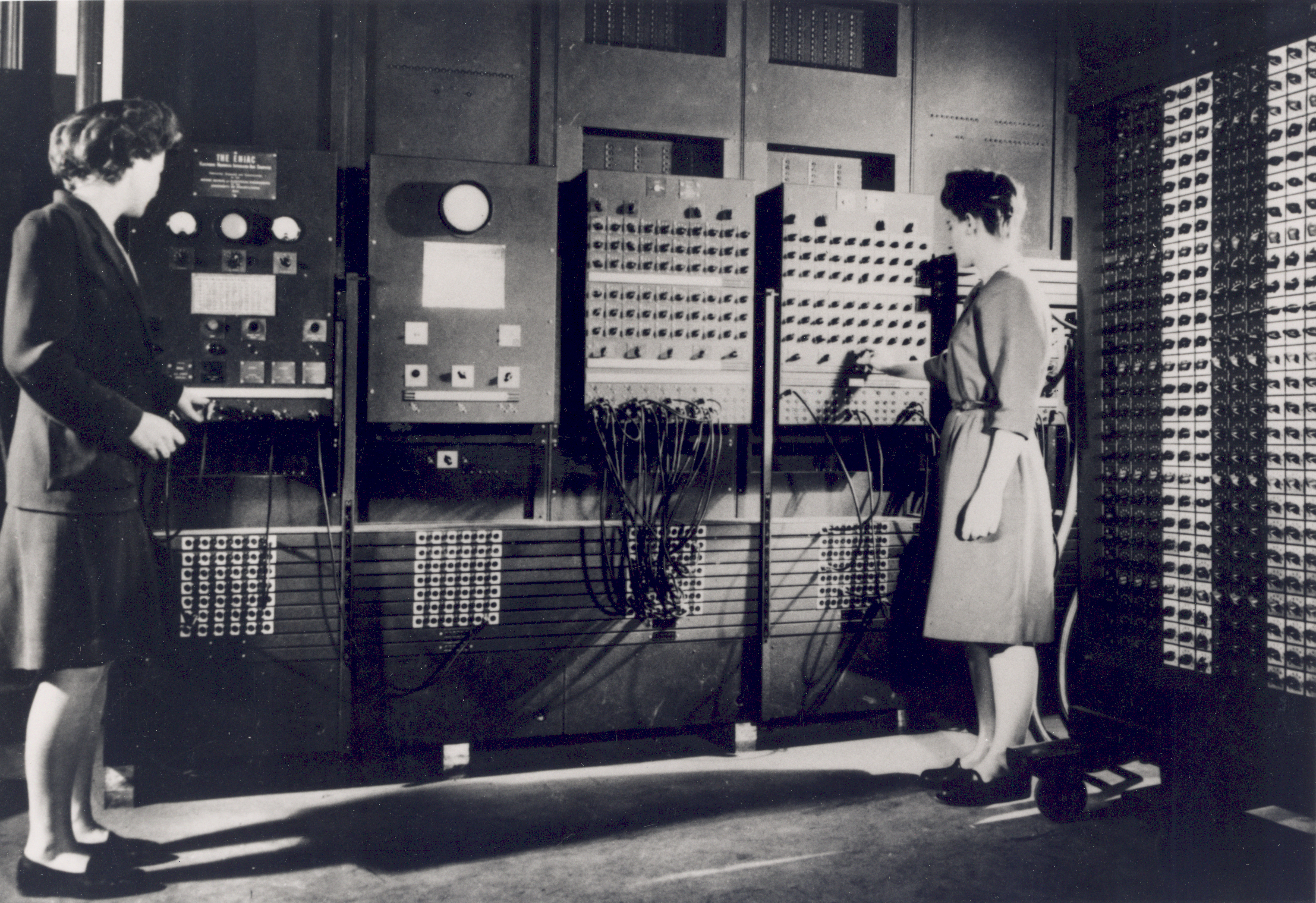
تعمل سيدتان في لوحة التحكم الرئيسية في إينياك، بينما كانت الماكينة لا تزال موجودة في مدرسة مور. «صورة الجيش الأمريكي» من أرشيف مكتبة ARL الفنية. اليسار: جين بارتيك (السيدة بارتيك)، على اليمين: فرانسيس بيلاس (السيدة سبنس).

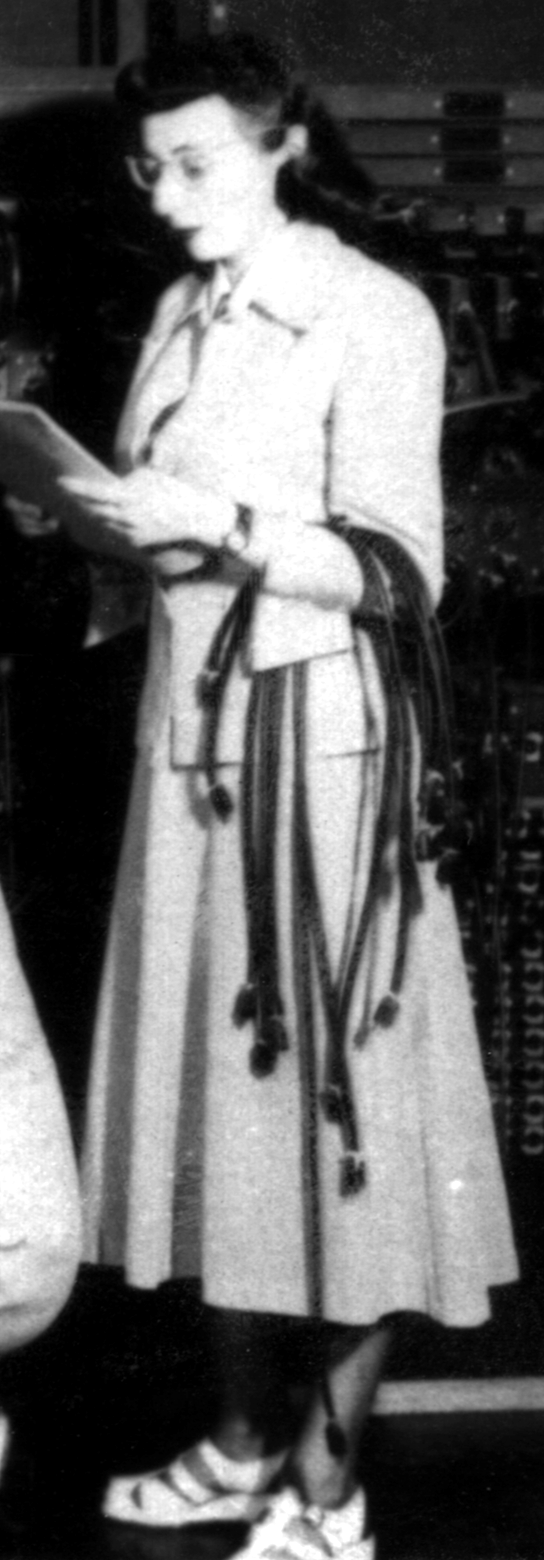
مارلين ميلتزر تعمل على إينياك(1946)

الورود السرية للغاية: أنثى «أجهزة الكمبيوتر» في الحرب العالمية الثانية (بالإنجليزية: Top Secret Rosies: The Female "Computers" of WWII)‏ هو فيلم وثائقي عام 2010  من إخراج ليان إريكسون. يركز الفيلم على التعريف بمساهمات النساء خلال الحرب العالمية الثانية، حيث عملن كأجهزة كمبيوتر بشرية وستة منهن عملن على برمجة أحد أقدم أجهزة الكمبيوتر، إينياك. ساعد عملهن الولايات المتحدة على تحسين دقة الأسلحة حيث أجرت معظم تحليل المقذوفات. عُرض الفيلم رسميًا في 1 نوفمبر على PBS.

## التاريخ
في ذلك الوقت، في الأربعينيات من القرن العشرين، عندما كن هؤلاء النساء يقمن بهذا العمل، كان يعتبر سريًّا؛ وعلاوة على ذلك، اعتبر المعاصرون البرمجة مهمة كتابية. وبسبب هذا، وبسبب عدم ظهورهن خلال التغطية الإعلامية لإينياك، لم يتم الاعتراف بعمل هؤلاء النساء إلى حد كبير.  اختارت هيرمان جولدشتاين المبرمجين من النساء اللواتي كن يحسبن جداول المقذوفات باستخدام الآلات الحاسبة المكتبية ومحلل تفاضلي قبل تطوير إينياك وأثناءه. تحت إشراف هيرمان، وأديل غولدشتاين، درس المبرمجون مخططات إينياك وبنيتها المادية لتحديد كيفية التعامل مع مفاتيحها وكابلاتها، بدلاً من تعلم لغة برمجة، والتي لم يتم اختراعها بعد. وفقًا لـ Jamie Gumbrecht في مقال لـ سي إن إن:
 لقد قاموا بتوزيع بطاقات الهدايا الخاصة بهم كهدايا تذكارية. لقد علموا الآلة الضخمة القيام بالرياضيات التي كانت ستستغرق ساعات باليد. [. . . ] لكن عملهم خلال الحرب كان غير معروف، أو غير معترف به، أو تم استبعاده من التواريخ الرسمية للحرب وتطوير أجهزة الكمبيوتر. 
 ويركز الفيلم على مساهمات العديد من النساء، وهن: توأم بلومبرغ، دوريس بولسكي (ني بلومبرغ) وشيرلي ميلفين (ني بلومبرغ)؛ مارلين ميلتزر (نيي فيسكوف)؛ وجين بارتيك (الملقبة بيلي جين جينينغز). كاثلين انطونيلي (née McNulty) هي مبرمجة كمبيوتر إينياك أخرى معترف بها في الفيلم. وقد تم تدريسه على نطاق واسع في المدارس والجامعات، ويُنسب إليه الفضل في الاعتراف بالمساهمات غير المعروفة للعاملين في مجال التكنولوجيا من النساء المصنفات خلال الحرب العالمية الثانية وإتاحة ذلك التاريخ للجمهور العام. في المنشور للجمعية الأمريكية للنساء الجامعيات (AAUW)، ذكرت إريكسون أن الفيلم يُقام في أكثر من 500 مكتبة في جميع أنحاء العالم.
في عام 2015، تم تكييف الفيلم مع جهاز آي باد في تطبيق كتاب تفاعلي، The Computer Wore Heels. يتيح التطبيق للمستخدمين متابعة الشخصيات الرئيسية من الفيلم، كما يسلط الضوء على القضايا الاجتماعية، والخبرة اليومية أو العمل لفترات طويلة، والسياق الذي كان فيه وقت الحرب.

## استقبال
تلقى الفيلم مراجعات إيجابية إلى حد كبير، وبشكل أساسي بين المنظمات التعليمية أو المكتبات.
في مراجعتهم للفيلم، كتب اتحاد الرياضيات الأمريكي:
 ستكون هذه القصة عظيمة القيمة في المقررات التعليمية التي تتناول دراسات المرأة، وتاريخ الحوسبة والتكنولوجيا، وتاريخ الحرب العالمية الثانية، وتاريخ الرياضيات. [...] ولحسن الحظ، تم تصوير الفيديو في الوقت المناسب، حيث توفيت امرأتان تمت مقابلتهما منذ إنشائه. 
 الأستاذة الفخرية للرياضيات في جامعة ماري مونت، جودي غرين، تناولت الفيلم، مع ذلك، بسبب رؤيته المحدودة للتاريخ، مشيرة إلى أن النطاق السردي يشوه تاريخ النساء في الرياضيات: 
 في حين أن الأمور اليوم أفضل للنساء وعلماء الرياضيات وغيرهم، مقارنة بما كانت عليه في الأربعينات، فقد استغرق الأمر بعض الوقت حتى يتم الاعتراف بالنساء في هذا الفيلم. ورغم ذلك قد يبتعد كثيرون عن الفيلم معتقدين أنه قبل الحرب العالمية الثانية، لم تكن النساء يعملن فقط كحواسيب أو علماء رياضيات فحسب، بل لقد تصوروا أيضاً أنهن غير قادرات على القيام بمثل هذا العمل. بعد الاستماع إلى الورود الأربعة، يكون لدى المرء انطباع بأن مثل هذه الأفكار لم تدخل في أذهانهم قط. 

## روابط خارجية
- الورود السرية للغاية: أنثى أجهزة الكمبيوتر في الحرب العالمية الثانية على موقع IMDb (الإنجليزية)
- الورود السرية للغاية: أنثى أجهزة الكمبيوتر في الحرب العالمية الثانية على موقع قاعدة بيانات الفيلم (الإنجليزية)
- الورود السرية للغاية: أنثى أجهزة الكمبيوتر في الحرب العالمية الثانية على موقع ليتربوكسد (الإنجليزية)

- الورود السرية للغاية: أنثى أجهزة الكمبيوتر في الحرب العالمية الثانية  في قاعدة بيانات الأفلام على الإنترنت (بالإنجليزية)